# Toumbouroum
Toumbouroum (ou Toumbourou) est un village de la commune de Martap située dans la région de l'Adamaoua et le département de la Vina au Cameroun.

## Population
En 1967, Toumbouroum comptait 132 habitants, principalement Foulbe.
Lors du recensement de 2005, 73 personnes y ont été dénombrées.